# Pierre Kohumoetini
Pierre Kohumoetini, né le 18 février 1987, est un footballeur international tahitien. 

## Carrière
Kohumoetini joue à l'AS Saint-Étienne, évoluant au poste de milieu de terrain. En 2012, il fait ses débuts sous le maillot de la sélection tahitienne, jouant deux matchs de la Coupe d'Océanie 2012 comme remplaçant, entrant en cours de match. Tahiti remporte cette compétition.

## Palmarès
- Vainqueur de la Coupe d'Océanie en 2012 avec l'équipe de Tahiti